# Вилхелм I фон Катценелнбоген
Вилхелм I фон Катценелнбоген (на немски: Wilhelm I von Katzenelnbogen; * 1270 или 1271; † 18 ноември 1331) от старата линия Катценелнбоген е граф на Катценелнбоген от 1276 до 1331 г.

## Произход
Той е син на Дитер V фон Катценелнбоген († 1276), граф на долното Графство Катценелнбоген, и втората му съпруга Маргарета фон Юлих († 1292), дъщеря на граф Вилхелм IV фон Юлих († 1278) и Маргарета фон Гелдерн († 1251). Брат е на Дитер VI фон Катценелнбоген (* 1271/1275 - † 1315), граф на Катценелнбоген, и Бертхолд († 1316), пропст на Обервезел.
Погребан е във фамилната гробница в манастир Ебербах.

## Фамилия
Вилхелм I се жени два пъти.
Първи брак: през 1303 г. с Ирмгард (Юта) фон Изенбург-Бюдинген († между 24 април 1302 и 11 август 1303), дъщеря на Лудвиг фон Изенбург-Клееберг († 1304) и Хайлвиг фон Тюбинген-Гисен († сл. 1294), дъщеря на граф Вилхелм I фон Тюбинген-Гисен († 1256) и Вилибирг фон Вюртемберг († 1252). Те имат децата:
- Маргарета (1300 – 1336)
- Хайлвиг (* пр. 1305; † сл. 11 септември 1346), ∞ на 2 декември 1305 г. за Бруно IV фон Вид-Браунсберг-Изенбург († 23 август 1325)

Втори брак: с Аделхайд фон Валдек († 1 септември 1329), дъщеря на граф Ото I фон Валдек († 1305) и София фон Хесен († 1331), дъщеря на ландграф Хайнрих I фон Хесен и Аделхайд фон Брауншвайг-Люнебург. Те имат децата:
- Йохан I (* пр. 1326; † ок. 1330)
- Юта (1315 – 1378), абатиса на манастир Кауфунген
- Анна фон Катценелнбоген (1316 – 1350)

(I.) ∞ 1329 г. за Йохан II фон Изенбург-Лимбург († 21 август 1336), син на Герлах II фон Лимбург
(II.) ∞ 1338 Филип VI фон Фалкенщайн († 1370/1373)
- Елизабет († 1383) ∞ 1330 граф Валрам фон Спонхайм-Кройцнах (1305 – 1380)
- Агнес фон Катценелнбоген (1318 – пр. 1338), сгодена за Филип VI фон Фалкенщайн
- Вилхелм II (1331 – 1385), граф на Катценелнбоген (1332 – 1385).

(I.) ∞ 1339 графиня Йохана фон Мьомпелгард († 1347/1349)
(II.) ∞ 1355 Елизабет фон Ханау († 1396), дъщеря на Улрих III фон Ханау
- Дитер (* 1320; † 3 октомври 1350), абат на абатство Прюм (1342 – 1350)
- Бертолд († сл. 1342), от 1342 свещеник в Герау
- Еберхард V (* ок. 1322; † 9 декември 1402) ∞ 1367 Агнес фон Диц (1324 – 1399), дъщеря на Герхард VI фон Диц (1298 – 1343)